# Natação no Campeonato Mundial de Esportes Aquáticos de 2013 - 400 m livre masculino
A prova dos 400 metros livre masculino da natação no Campeonato Mundial de Esportes Aquáticos de 2013 ocorreu no dia 28 de julho no Palau Sant Jordi  em Barcelona. 

## Recordes
Antes desta competição, os recordes mundiais e do campeonato nesta prova eram os seguintes:
| Tipo                  | Atleta          | Tempo   | Local | Data                |
| --------------------- | --------------- | ------- | ----- | ------------------- |
|                       | Paul Biedermann | 3:40.07 | Roma  | 26 de julho de 2009 |
| Recorde do campeonato | Paul Biedermann | 3:40.07 | Roma  | 26 de julho de 2009 |

## Medalhistas
| Ouro           | Prata               | Bronze              |
| Sun Yang (CHN) | Kosuke Hagino (JPN) | Connor Jaeger (USA) |

## Resultados

### Eliminatórias
Esses foram os resultados das eliminatórias.
| Pos. | Bateria | Raia | Nadador             | Nacionalidade  | Tempo   | Notas |
| ---- | ------- | ---- | ------------------- | -------------- | ------- | ----- |
| 1    | 5       | 4    | Sun Yang            | China          | 3:44.67 | Q     |
| 2    | 5       | 6    | Ryan Cochrane       | Canadá         | 3:45.74 | Q     |
| 3    | 5       | 5    | Jordan Harrison     | Austrália      | 3:46.85 | Q     |
| 4    | 3       | 4    | Kosuke Hagino       | Japão          | 3:46.92 | Q     |
| 5    | 5       | 7    | Devon Brown         | África do Sul  | 3:47.17 | Q     |
| 6    | 3       | 5    | Hao Yun             | China          | 3:47.49 | Q     |
| 7    | 4       | 5    | Connor Jaeger       | Estados Unidos | 3:47.83 | Q     |
| 8    | 3       | 6    | James Guy           | Reino Unido    | 3:47.86 | Q     |
| 9    | 3       | 3    | Robbie Renwick      | Reino Unido    | 3:47.99 |       |
| 10   | 4       | 6    | Matthew Stanley     | Nova Zelândia  | 3:48.25 |       |
| 11   | 4       | 7    | Ahmed Mathlouthi    | Tunísia        | 3:49.45 |       |
| 12   | 4       | 4    | David McKeon        | Austrália      | 3:49.51 |       |
| 13   | 5       | 3    | Matt McLean         | Estados Unidos | 3:49.74 |       |
| 14   | 4       | 2    | Gabriele Detti      | Itália         | 3:49.78 |       |
| 15   | 4       | 1    | Filip Zaborowski    | Polónia        | 3:50.22 |       |
| 16   | 4       | 3    | Gergő Kis           | Hungria        | 3:50.87 |       |
| 17   | 3       | 1    | Matias Koski        | Finlândia      | 3:51.04 |       |
| 18   | 5       | 2    | Velimir Stjepanović | Sérvia         | 3:51.90 |       |
| 19   | 5       | 0    | David Brandl        | Áustria        | 3:51.98 |       |
| 20   | 3       | 7    | Cristian Quintero   | Venezuela      | 3:52.03 |       |

| Ver o restante da classificação | Ver o restante da classificação | Ver o restante da classificação | Ver o restante da classificação | Ver o restante da classificação | Ver o restante da classificação | Ver o restante da classificação |
| Pos.                            | Bateria                         | Raia                            | Nadador                         | Nacionalidade                   | Tempo                           | Notas                           |
| ------------------------------- | ------------------------------- | ------------------------------- | ------------------------------- | ------------------------------- | ------------------------------- | ------------------------------- |
| 21                              | 2                               | 3                               | Richárd Nagy                    | Eslováquia                      | 3:53.10                         |                                 |
| 22                              | 3                               | 2                               | Samuel Pizzetti                 | Itália                          | 3:53.26                         |                                 |
| 23                              | 5                               | 8                               | Ward Bauwens                    | Bélgica                         | 3:53.60                         |                                 |
| 24                              | 2                               | 5                               | Marwan Ismail                   | Egito                           | 3:53.80                         | Recorde nacional                |
| 25                              | 5                               | 1                               | Serhiy Frolov                   | Ucrânia                         | 3:53.92                         |                                 |
| 26                              | 1                               | 8                               | Martin Grodzki                  | Alemanha                        | 3:54.47                         |                                 |
| 27                              | 2                               | 6                               | Anton Sveinn McKee              | Islândia                        | 3:54.67                         | Recorde nacional                |
| 28                              | 2                               | 1                               | Welliam Maksi                   | Síria                           | 3:56.29                         |                                 |
| 28                              | 2                               | 2                               | Povilas Strazdas                | Lituânia                        | 3:56.29                         |                                 |
| 30                              | 4                               | 9                               | Jeong Jeong-Soo                 | Coreia do Sul                   | 3:56.68                         |                                 |
| 31                              | 5                               | 9                               | Arturo Pérez Vertti             | México                          | 3:57.28                         |                                 |
| 32                              | 3                               | 8                               | Damien Joly                     | França                          | 3:57.32                         |                                 |
| 33                              | 2                               | 4                               | Nezir Karap                     | Turquia                         | 3:57.37                         |                                 |
| 34                              | 4                               | 8                               | Dominik Meichtry                | Suíça                           | 3:57.65                         |                                 |
| 35                              | 3                               | 0                               | Ihar Boki                       | Bielorrússia                    | 3:58.27                         |                                 |
| 36                              | 4                               | 0                               | Martin Naidich                  | Argentina                       | 3:58.92                         |                                 |
| 37                              | 3                               | 9                               | Kevin Yeap                      | Malásia                         | 3:59.08                         |                                 |
| 38                              | 1                               | 4                               | Nicholas Schwab                 | República Dominicana            | 3:59.29                         | Recorde nacional                |
| 39                              | 2                               | 7                               | Marcelo Acosta Jiménez          | El Salvador                     | 4:02.21                         |                                 |
| 40                              | 2                               | 0                               | Yeziel Morales                  | Porto Rico                      | 4:02.28                         |                                 |
| 41                              | 2                               | 9                               | Matthew Lowe                    | Bahamas                         | 4:03.01                         |                                 |
| 42                              | 1                               | 5                               | Ahmed Gebrel                    | Palestina                       | 4:07.70                         |                                 |
| 43                              | 2                               | 8                               | Phạm Thành Nguyện               | Vietname                        | 4:13.91                         |                                 |
| 44                              | 1                               | 3                               | Guillermo Lopéz                 | Nicarágua                       | 4:20.85                         |                                 |
| 45                              | 1                               | 7                               | Sovijja Pou                     | Camboja                         | 4:22.67                         |                                 |
| 46                              | 1                               | 6                               | Klavio Meca                     | Albânia                         | 4:27.25                         |                                 |
| 47                              | 1                               | 1                               | Brandon Schuster                | Samoa                           | 4:29.60                         |                                 |
| 48                              | 1                               | 2                               | Khalid Baba                     | Bahrein                         | 4:29.94                         |                                 |

### Final
Esse foi o resultado da final. 
| Pos.              | Raia | Nadador         | Nacionalidade  | Tempo   | Notas |
| ----------------- | ---- | --------------- | -------------- | ------- | ----- |
| Medalha de ouro   | 4    | Sun Yang        | China          | 3:41.59 |       |
| Medalha de prata  | 6    | Kosuke Hagino   | Japão          | 3:44.82 |       |
| Medalha de bronze | 1    | Connor Jaeger   | Estados Unidos | 3:44.85 |       |
| 4                 | 5    | Ryan Cochrane   | Canadá         | 3:45.02 |       |
| 5                 | 8    | James Guy       | Reino Unido    | 3:47.96 |       |
| 6                 | 2    | Devon Brown     | África do Sul  | 3:48.40 |       |
| 6                 | 3    | Jordan Harrison | Austrália      | 3:48.40 |       |
| 8                 | 7    | Hao Yun         | China          | 3:48.88 |       |

Legenda
| Recorde mundial       | Recorde mundial (World record)               |                       | Recorde africano                      | Recorde africano (African) |                                           | Q | Classificado por posição (Qualified) |
| Recorde do campeonato | Recorde do campeonato (Championship record)  | Recorde da América    | Recorde da América (Americas)         | q                          | Classificado por melhor tempo (Qualified) |   |                                      |
| Melhor marca do ano   | Melhor marca do ano (World leading)          | Recorde asiático      | Recorde asiático (Asian)              | DNS                        | Não largou (Did not start)                |   |                                      |
| Recorde nacional      | Recorde nacional (National record)           | Recorde europeu       | Recorde europeu (European)            | DNF                        | Não terminou (Did not finish)             |   |                                      |
| Recorde pessoal       | Recorde pessoal do atleta (Personal best)    | Recorde da Oceania    | Recorde da Oceania (Oceania)          | DSQ / DQ                   | Desclassificado (Disqualified)            |   |                                      |
| Recorde da temporada  | Recorde da temporada do atleta (Season best) | Recorde sul-americano | Recorde sul-americano (South America) | NM                         | Sem marca (No mark)                       |   |                                      |